# Рачунска комора Руске Федерације
Рачунска комора Руске Федерације (рус. Счётная палата Российской Федерации) највиши је ревизорски орган у Русији.

## Састав
Састав Рачунске коморе чине предсједник, замјеник предсједника, 12 ревизора (аудитора) и службеници. Предсједника и шест ревизора именује Државна дума, а замјеника предсједника и осталих шест ревизора Савјет Федерације. Именовања се врше на предлог предсједника Руске Федерације.
Унутар Рачунске коморе постоји Колегијум и службенички апарат („секретаријат”). Колегијум чине: предсједник, замјеник предсједника, ревизори и руководилац апарата. Инспектори и друго особље чине службенички апарат.

## Дјелокруг
Правни статус Рачунске коморе је одређен Уставом Руске Федерације и федералним законом. Уставом је прописано да Савјет Федерације и Државна дума образују Рачунску комору зарад вршења контроле над извршењем федералног буџета. Законом је Рачунска комора дефинисана као стални активни највиши орган спољне државне ревизије (контроле), а потчињена је Федералној скупштини. Рачунска комора је организационо, функционално и финансијски независна, а у свом раду је самостална. Њен рад се не прекида распуштањем Државне думе. Рачунска комора има статус правног лица.
Рачунска комора врши оперативну контролу над извршавањем федералног буџета, а такође контролу над стањем државног унутрашњег и спољног дуга, над коришћењем кредитних ресурса, над небуџетским фондовима, над буџетским средствима пристиглим од располагања државном имовином, над банкарским системом (укључујући Банку Русије), врши ревизију и провјеру, проводи експертизу, даје закључке и информише Федералну скупштину Руске Федерације.